# Стрептопус
Стрептопус (лат. Streptopus) — род травянистых растений семейства Лилейные (Liliaceae), распространённый в умеренных областях Северного полушария.

## Описание
Многолетние травянистые растения. Корневище толстое, короткое. Стебли облиственный, прямостоячий, лишь в верхней части нередко ветвистый. Листья очередные, сидячие, стеблеобъемлющие, яйцевидные или широколанцетные, основание сердцевидное, верхушка длинно заострённая.
Цветки располагаются по 1—2 на общей цветоножке, в пазухах стеблевых листьев; редко по 2—4 цветка в конечном соцветии. Околоцветник колокольчатый или почти колесовидный, беловато-зелёный или розовато-белый, долей 6, ланцетные, немного сросшиеся при основании, 7—10 мм длиной. Тычинок 6, прикреплены к основанию долей и почти вдвое более короткие; пыльники продолговатые. Завязь яйцевидная, трехгнёздная, семязачатки многочисленные; столбик короткий, толстый; рыльце едва трехлопастное. Плод — эллипсоидальная или шаровидная, многосеменная ягода, от оранжеватого до темно-красного цвета; семена бледно-жёлтые, продолговатые.

## Виды
Род включает 11 видов:
- Streptopus amplexifolius (L.) DC. (1805) — Стрептопус стеблеобъемлющий
- Streptopus chatterjeeanus S.Dasgupta (2003)
- Streptopus koreanus (Kom.) Ohwi (1931)
- Streptopus lanceolatus (Aiton) Reveal (1993)
- Streptopus obtusatus Fassett (1935)
- Streptopus ×oreopolus Fernald (1906)
- Streptopus ovalis (Ohwi) F.T.Wang & Y.C.Tang (1978)
- Streptopus parasimplex H.Hara & H.Ohashi (1973)
- Streptopus parviflorus Franch. (1888)
- Streptopus simplex D.Don (1825)
- Streptopus streptopoides (Ledeb.) Frye & Rigg (1912) — Стрептопус стрептопусовидный